# Đội tuyển bóng chày quốc gia Việt Nam
Đội tuyển bóng chày quốc gia Việt Nam là đội tuyển bóng chày cấp quốc gia của Việt Nam. Đội tuyển đại diện cho Việt Nam trong các đấu trường quốc tế.

## Thứ hạng
Đại hội Thể thao Đông Nam Á
- 2011: hạng 4

DGB Cup
• 2023: vòng bảng